# Магомедова, Париза
Магоме́дова (Магома́ева) Па́риза (11 октября 1943, с. Годобери, Ботлихский район, ДАССР, РСФСР, СССР — ?) — колхозница, доярка колхоза им. Кирова села Годобери, мастер высоких надоев, депутат Верховного Совета СССР VIII созыва, кавалер ордена Ленина.

## Биография
Родилась 11 октября 1943 года в селе Годобери Ботлихского района. По национальности — годоберинка. Вступила в колхоз им. Кирова, где была знатной дояркой, за что была удостоена звания «Мастер высоких надоев». За большой вклад в развитие колхоза была избрана депутатом Верховного Совета СССР VIII созыва. Кавалер ордена Ленина.

## Память
В честь Магомаевой Паризы была названа одна из улиц села Годобери Ботлихского района.